# Das Hohelied der Liebe
Das Hohelied der Liebe, auch bekannt unter dem Titel Engel der Sünde, ist ein religiöses französisches Filmdrama aus dem Jahre 1943 von Robert Bresson.

## Handlung
Anne-Marie Lamaury entstammt einem gutbürgerlichen wohlhabenden Hause und fühlt sich leidenschaftlich dem katholischen Glauben verbunden. Aus diesem Grund will sie unbedingt in ein Dominikanerinnen-Kloster eintreten, um Nonne zu werden. Ihre Glaubensschwestern haben sich vor allem der Fürsorge für gefallene Mädchen, sprich: Strafgefangene, verschrieben. Die Novizin Anne-Marie möchte sich unbedingt um Thérèse kümmern, die soeben aus der Haftanstalt entlassen wurde und nun im Kloster Schutz sucht. Für Anne-Marie ist Thérèse ein gefallener Engel, den es zu retten gilt. Die Dominikanerinnen wissen nicht um Thérèse’ Gründe, die nicht unbedingt selbstlos sind, denn sie hat soeben denjenigen Mann umgebracht, der die unschuldig Verurteilte durch seine schändliche Tat ins Gefängnis brachte und sie dann anschließend auch noch betrogen hatte.
Anne-Maries Eifer, die junge Sünderin aus der Haftanstalt zu „bekehren“, lässt sie bestimmte Klosterregeln missachten, sodass die Priorin sich genötigt sieht, Anne-Marie aus dem Konvent wieder zu entfernen. Heimlich kehrt Anne-Marie jedoch Abend für Abend in den Klostergarten zurück, um bei jedem Wetter und jeder Temperatur für das Seelenheil Thérèse’ zu beten. Diese Aufopferung hat für Anne-Marie schwerwiegende, gesundheitliche Folgen, sodass sie schwer erkrankt. Thérèse hat bis dahin die Hingabe Anne-Maries ausgenutzt und versucht, sie zu manipulieren. Für die bereits stark geschwächte Novizin scheint es jedoch zu spät. Erst am Sterbebett Anne-Maries kommt die hinzueilende Thérèse zur Besinnung. Die Aufopferungsbereitschaft der jungen Frau hat sie zutiefst beeindruckt und endlich bekehrt. Anstandslos lässt sich die reuige Sünderin von der Polizei verhaften und nimmt sich fest vor, nach der Verbüßung der neuerlichen Haftstrafe in dieses Kloster zurückzukehren.

## Produktionsnotizen
Das Hohelied der Liebe entstand inmitten der deutschen Besatzungszeit Frankreichs und wurde am 23. Juni 1943 uraufgeführt. Am 28. Januar 1949 lief der Film auch in Deutschland an. Die deutsche Fernseherstausstrahlung erfolgte am 16. August 1969 unter dem Titel Engel der Sünde im ZDF. In den USA kam der Film zum ersten Mal am 16. Jänner 1950 in die Kinos.
Die Filmbauten entwarf René Renoux.

## Kritik
„Der erste abendfüllende Spielfilm Bressons zeigt noch nicht den asketischen Bildstil seiner späteren und reiferen Werke; seine Entwicklung scheint hier jedoch schon deutlich vorgezeichnet. Die schmucklose dramaturgische Struktur verweist auf das Wesentliche des Geschehens, das sich hier – wie auch später bei Bresson – im Menschen selbst vollzieht.“

„Bereits Bressons erster (erhaltener) Spielfilm ist Ausdruck künstlerischer Bemühung um theologisch orientierte Menschheitsfragen wie Schuld, Gnade, Freiheit und Bestimmung. Auf unsentimentale Weise unternimmt er den religiös glaubwürdigen Versuch, das Wirken von Gnade und die Möglichkeit der Erlösung sichtbar zu machen.“

„Das Frühwerk deutet in Form und Inhalt schon Bressons spätere eigenwillige und kompromißlose Beschäftigung mit religiösen Stoffen an und ist für diesen Themenkreis aufgeschlossenen Besuchern zu empfehlen.“